# Papaver pinnatifidum
Papaver pinnatifidum är en vallmoväxtart som beskrevs av Giuseppe Giacinto Moris. Papaver pinnatifidum ingår i släktet vallmor, och familjen vallmoväxter. Inga underarter finns listade i Catalogue of Life.

## Bildgalleri

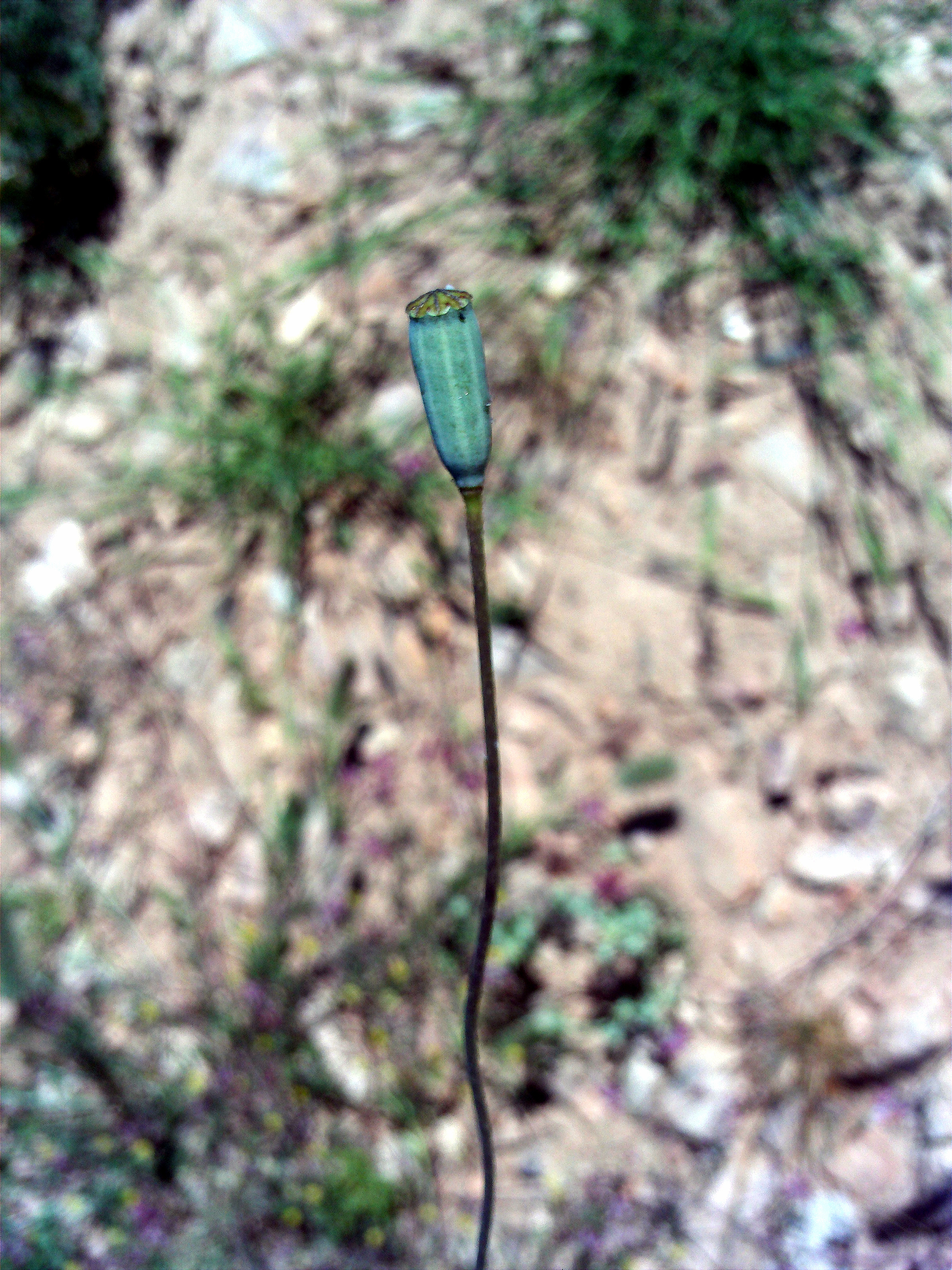
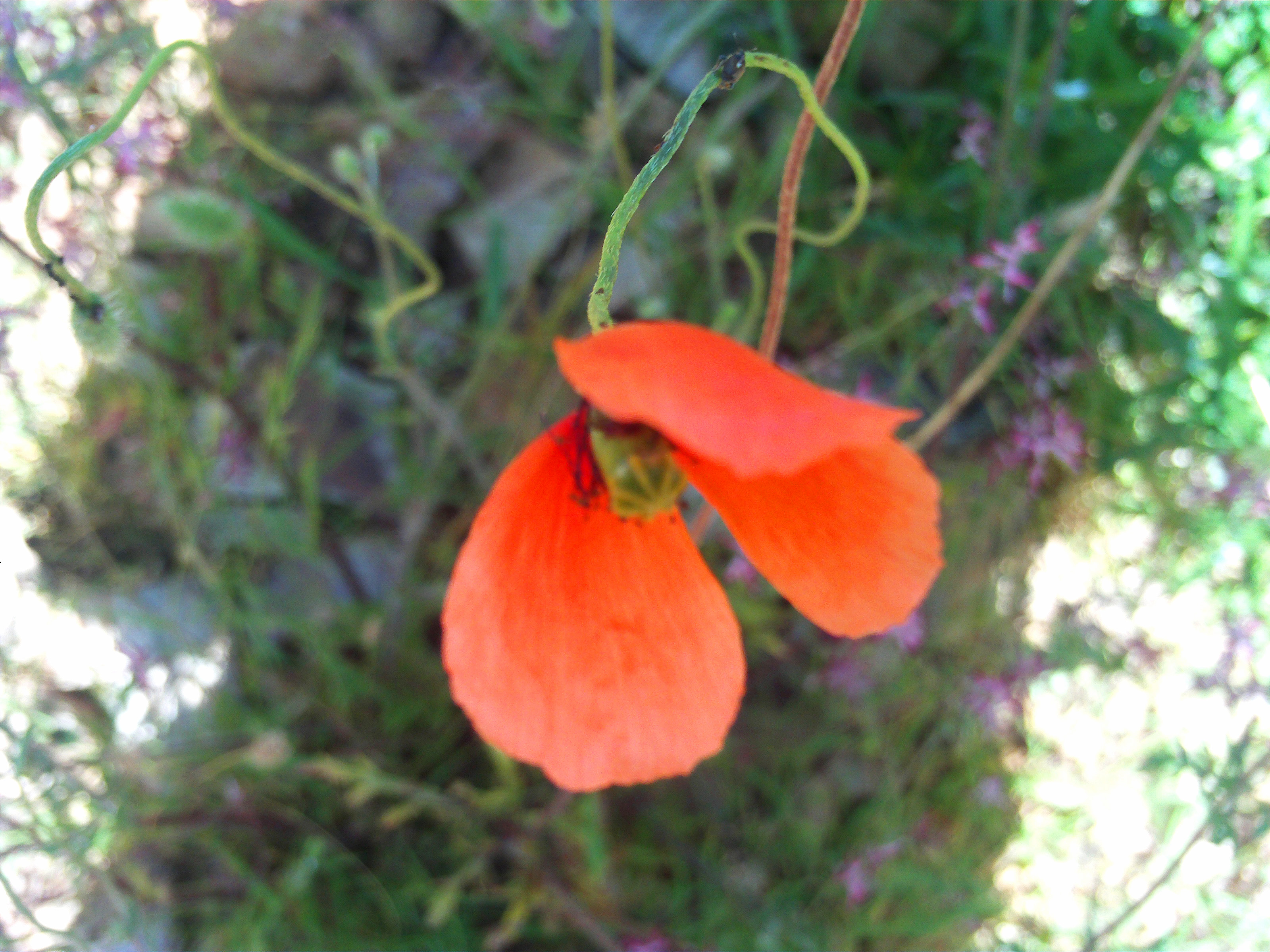
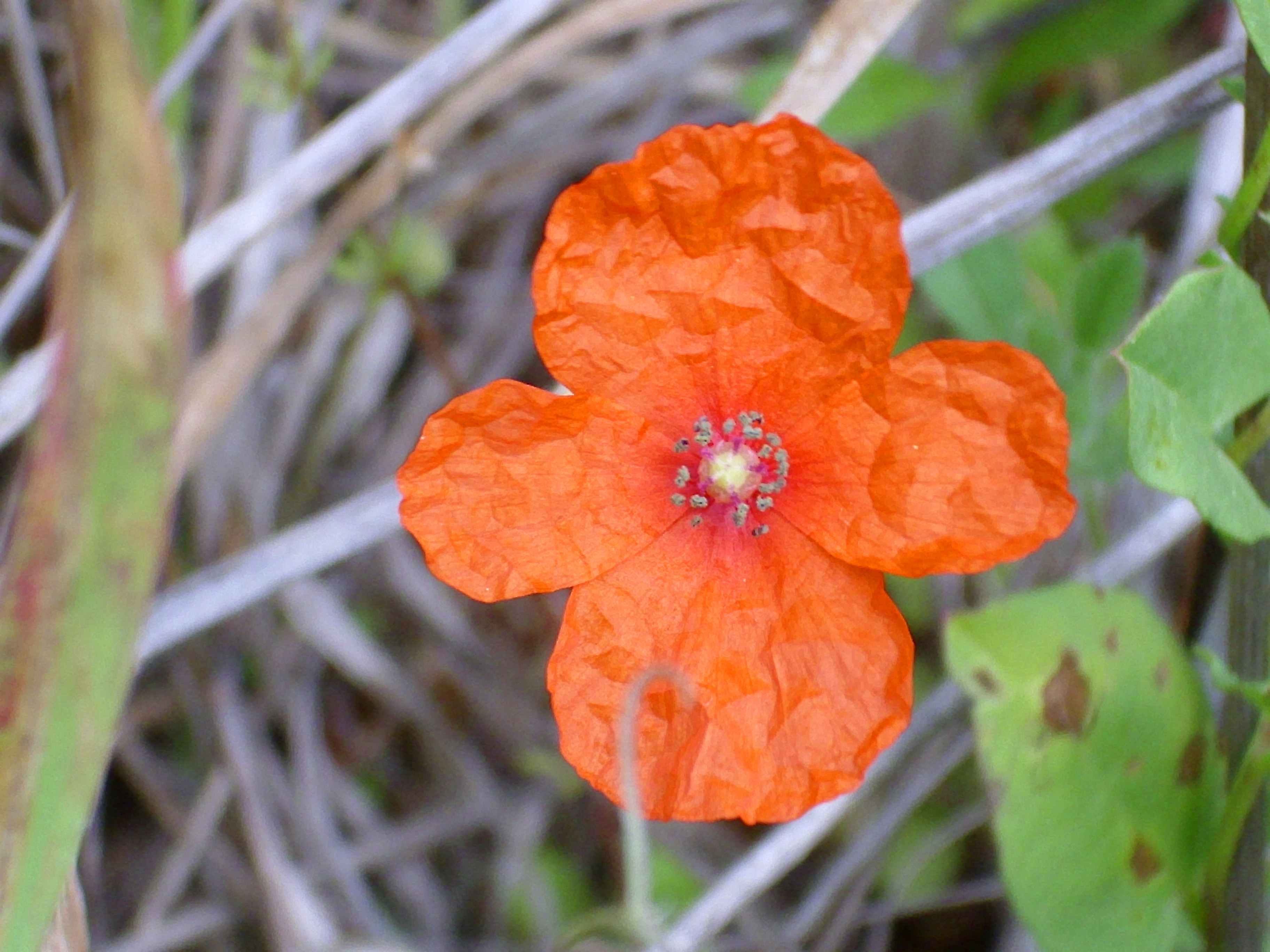
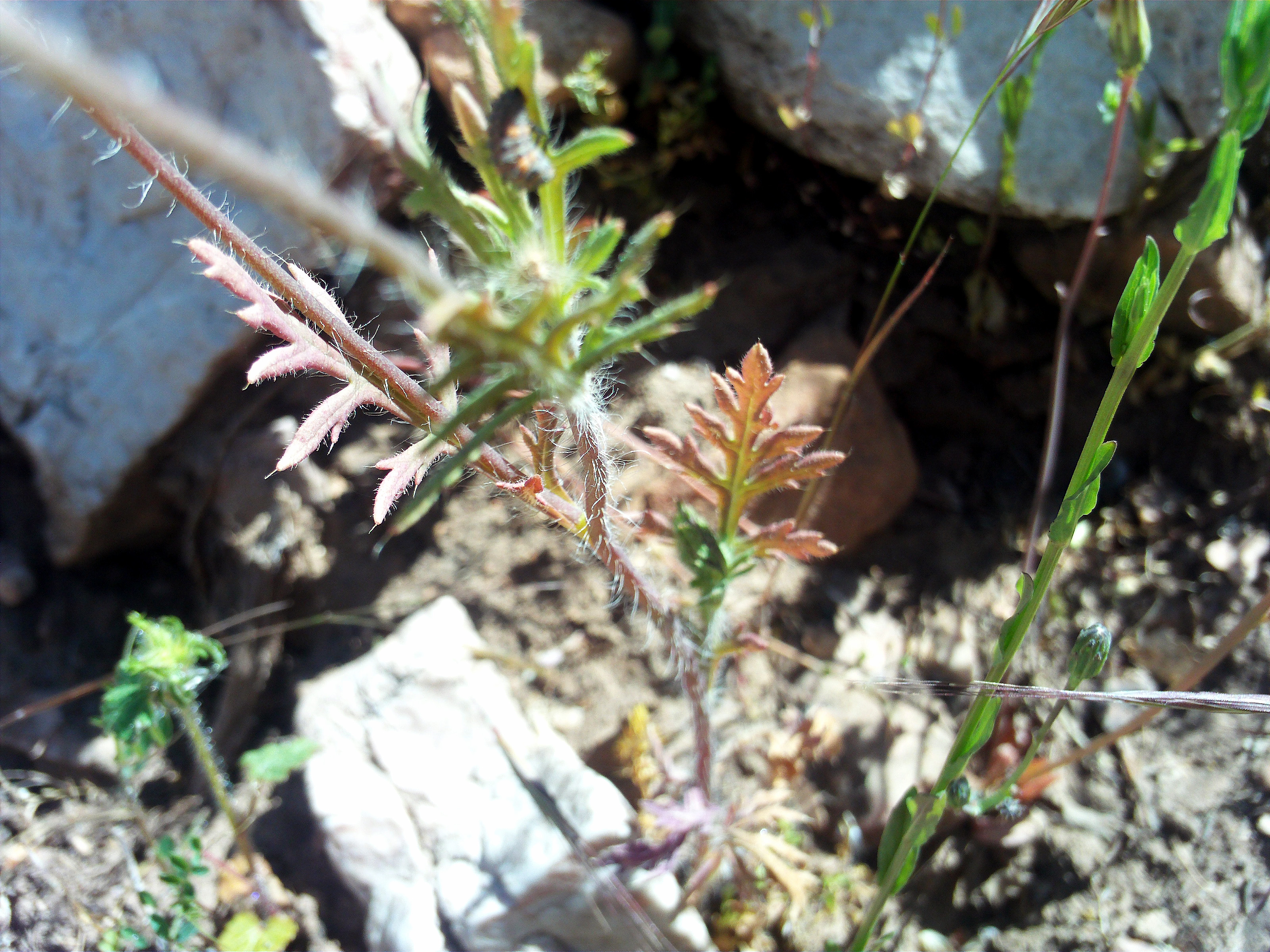